# Wallisellen
Wallisellen, in einheimischer Mundart Walissele oder Waliselle, ist eine Stadt und politische Gemeinde im Bezirk Bülach des Kantons Zürich in der Schweiz.
Wallisellen liegt zwischen dem Fluss Glatt und dem Hardwald.

## Wappen
Blasonierung:
In Gold ein aus dem linken Schildrand wachsender blaubekleideter Rechtsarm, einen schräglinken blauen Schlüssel haltend

## Geographie
Wallisellen befindet sich auf einer Höhe von 431 m ü. M. an einer leichten Südhang-Lage. Der höchste Punkt der Gemeinde ist der Tambel mit 490 Metern. Wallisellen gehört zur Agglomeration Zürich, grenzt im Südwesten an die Stadt Zürich, im Norden an Opfikon und Kloten, im Osten an Dietlikon und im Süden an Dübendorf.

## Geschichte
Ab 58 v. Chr. sind erste Siedlungsformen im heutigen Gebiet bekannt. Die Gemeinde Wallisellen hat ihren Ursprung jedoch erst etwa zwischen 400 und 700 n. Chr., nach der Völkerwanderung. Wallisellen ist gemäss den Deutungen der Namenforschung ein Zusammenzug der beiden Teile «Walchen» und «Seller». Als «Walchen» bezeichneten die germanischen Völker ihre keltischen und romanischen Nachbarn (vgl. Walensee; See der Walchen). Das Wort «Seller» steht für zugewanderte Bauern, dies in klarer Abgrenzung zu alteingesessenen Bauern, die in der Regel ein kleines, bescheidenes Bauerngut bewirtschafteten. Man deutet den Namen so, dass Franken oder Alamannen den Namen «Wallisellen» einer kleinen Bauernsiedlung gaben, die von zugewanderten Kelten oder Romanen bewohnt oder zumindest gegründet worden war.
Mit der Einweihung der NOB-Strecke Zürich–Wallisellen–Winterthur am 25. Juni 1856 wurde Wallisellen mit seinem Bahnhof an das schweizerische Eisenbahnnetz geknüpft. 1916 wurde die bisher selbstständige Gemeinde Rieden der Gemeinde Wallisellen zugeteilt. Dies vor allem auf Grund des Druckes des Ersten Weltkriegs und des damit verbundenen Zwangs der Optimierung sämtlicher Behörden. In den Zwischenkriegsjahren entwickelte sich Wallisellen vom Dorf zur Vorortsgemeinde und zählt seit 1965 über 10'000 Einwohner, nahm jedoch erst 2022 offiziell das Stadtrecht an.
Während des Zweiten Weltkrieges wurde in Wallisellen im grossen Umfang die Anbauschlacht (Plan Wahlen) durchgeführt. 1958 wurde die Kirche St. Antonius erbaut.
Nach 1950 entwickelte sich neben der bereits vorhandenen Industrie eine immer grösser werdende Dienstleistungswirtschaft, welche seit den 1980er Jahren mit dem Bau und Anbau des Einkaufszentrums Glatt, des grössten in der Schweiz, ihren Höhepunkt erreichte. Grosse Teile des Kulturlandes gingen für Bauten und Wohnquartiere verloren; im Osten fehlt nicht viel, um mit der Nachbargemeinde Dietlikon zusammenzuwachsen; im Nordwesten liegen die Quartiere von Wallisellen und Opfikon nicht mehr weit auseinander.
2014 wurde zwischen dem Bahnhof Wallisellen und dem Einkaufszentrum Glatt auf einer ehemaligen Industriebrache ein neues Quartier, Richti, fertiggestellt. Die Blockrandüberbauung belegt 72'000 Quadratmeter und bietet Wohnungen für 1200 sowie Arbeitsplätze für über 3000 Personen. Im Jahr 2020 folgte die Fertigstellung des neuen Quartiers Zwicky auf der ehemaligen Industriebrache der Zwicky & Co., welches sich zu einem Viertel auf dem Gebiet der Nachbargemeinde Dübendorf befindet.

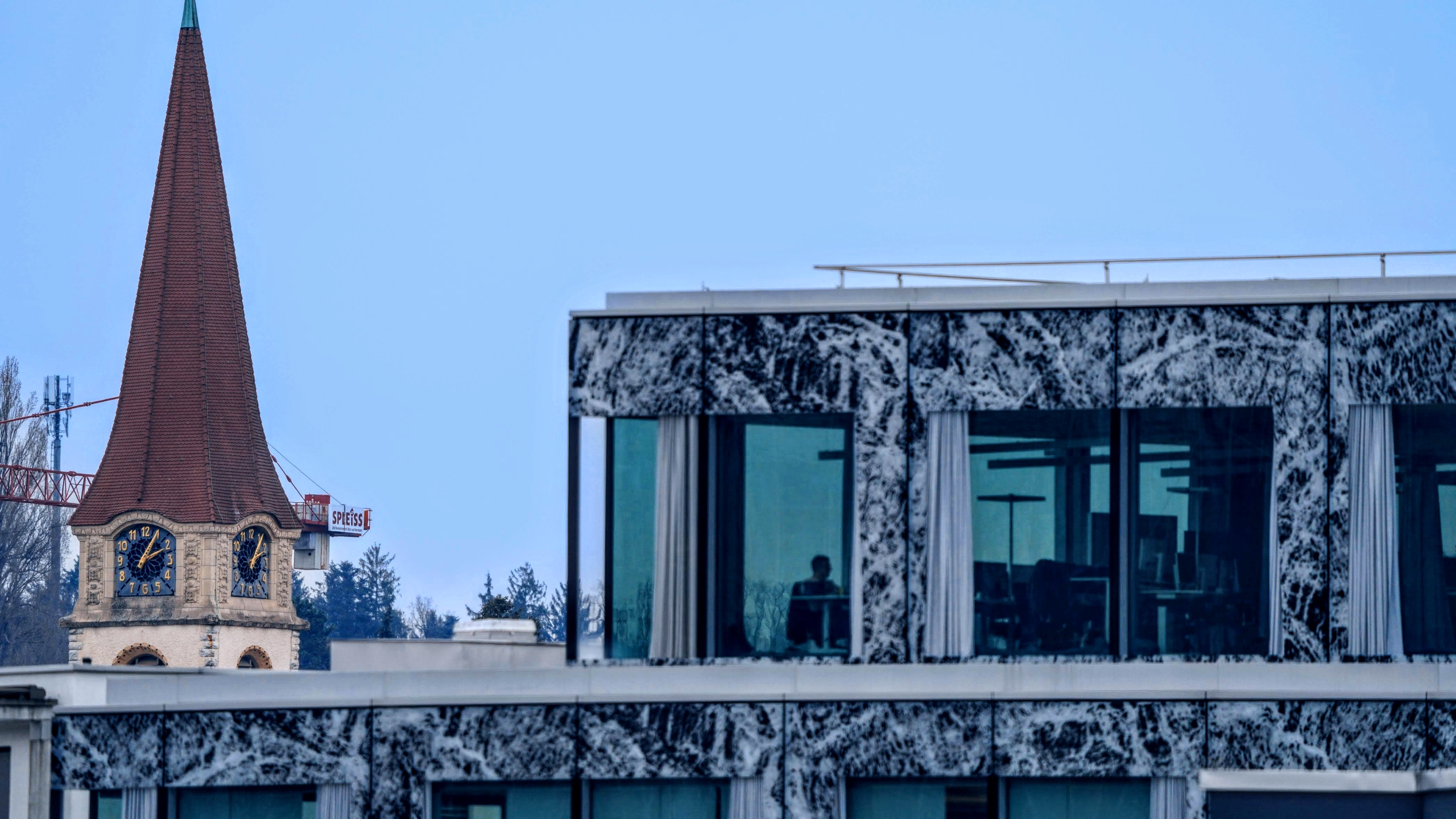
Überbauung Richti-Areal mit Kirchturm im Hintergrund. (Foto: Peter Arnold)

## Bevölkerung

Wallisellen, historisches Luftbild vom 8. Juni 1935, aufgenommen von Walter Mittelholzer

| Jahr      | 1467   | 1634 | 1762 | 1850 | 1900  | 1950  | 1965   | 2000   | 2005   | 2010   | 2015   | 2020   | 2022   | 2024   |
| --------- | ------ | ---- | ---- | ---- | ----- | ----- | ------ | ------ | ------ | ------ | ------ | ------ | ------ | ------ |
| Einwohner | ca. 95 | 271  | 531  | 911  | 1'379 | 5'202 | 10'072 | 11'637 | 12'367 | 13'616 | 15'603 | 17'171 | 17'277 | 17'663 |

| Nationalitäten | 2020    |
| -------------- | ------- |
| Schweiz        | 68,84 % |
| Deutschland    | 5,71 %  |
| Italien        | 3,85 %  |
| Portugal       | 3,00 %  |
| Spanien        | 3,00 %  |
| Kosovo         | 1,25 %  |
| Türkei         | 1,12 %  |
| Weitere        | 13,32 % |

| Ausländische Bevölkerung 1978 bis 2022 | Ausländische Bevölkerung 1978 bis 2022 | Ausländische Bevölkerung 1978 bis 2022 | Ausländische Bevölkerung 1978 bis 2022 | Ausländische Bevölkerung 1978 bis 2022 |
| -------------------------------------- | -------------------------------------- | -------------------------------------- | -------------------------------------- | -------------------------------------- |
| Jahr                                   |                                        |                                        |                                        | Anzahl                                 |
| 1978                                   | 1978                                   |                                        | 1'580                                  | 1'580                                  |
| 1980                                   | 1980                                   |                                        | 1'655                                  | 1'655                                  |
| 1990                                   | 1990                                   |                                        | 1'798                                  | 1'798                                  |
| 2000                                   | 2000                                   |                                        | 2'398                                  | 2'398                                  |
| 2010                                   | 2010                                   |                                        | 3'735                                  | 3'735                                  |
| 2011                                   | 2011                                   |                                        | 3'950                                  | 3'950                                  |
| 2012                                   | 2012                                   |                                        | 4'035                                  | 4'035                                  |
| 2013                                   | 2013                                   |                                        | 4'285                                  | 4'285                                  |
| 2014                                   | 2014                                   |                                        | 4'615                                  | 4'615                                  |
| 2015                                   | 2015                                   |                                        | 4'770                                  | 4'770                                  |
| 2016                                   | 2016                                   |                                        | 4'831                                  | 4'831                                  |
| 2017                                   | 2017                                   |                                        | 4'818                                  | 4'818                                  |
| 2018                                   | 2018                                   |                                        | 4'984                                  | 4'984                                  |
| 2019                                   | 2019                                   |                                        | 5'158                                  | 5'158                                  |
| 2020                                   | 2020                                   |                                        | 5'366                                  | 5'366                                  |
| 2021                                   | 2021                                   |                                        | 5'364                                  | 5'364                                  |
| 2022                                   | 2022                                   |                                        | 5'383                                  | 5'383                                  |
| [ 11 ]                                 |                                        |                                        |                                        |                                        |

## Politik
Stadtpräsident  ist seit 1. Juli 2018 Peter Spörri (SP).
Der Gemeinderat setzt sich in der Wahlperiode 2022–2026 folgendermassen zusammen: 2 FDP, 1 SP, 1 Forum pro Wallisellen, 1 SVP, 1 mitti8304, 1 Grüne.
Das Forum pro Wallisellen war ursprünglich ein Zusammenschluss von SP, Grünen, EVP und Parteilosen, das, mittlerweile losgelöst von Parteien, nur noch Privatpersonen als Mitglieder aufnimmt. Die mitti8304 war ursprünglich ein Zusammenschluss von EVP, CVP und Parteilosen. Sie wurde 2017 als Die Mitte gegründet und benannte sich, nun ebenfalls losgelöst von Parteien, 2021 nach der Fusion von CVP und BDP zur Mitte um, um Verwirrungen zu vermeiden und den Bezug zu Wallisellen zu betonen.
Bei der Nationalratswahl 2019 erreichten die Parteien folgende Wähleranteile: SVP 30,3 (−4,7) %, FDP 16,7 (−2,1) %, SP 15,1 (−4,5) %, glp 14,8 (+7,4) %, Grüne 10,1 (+6,1) %,  CVP 4,8 (+0,6) %, EVP 2,7 (+0,3) %, BDP 1,8 (−2,3) %, EDU 1,4 (−0,2) %.
Die Wähleranteile bei der Nationalratswahl 2023: SVP 29,97 % (−0,38 %), SP 19,00 % (+3,86 %), FDP 14,58 % (−2,07 %), glp 12,18 % (−2,62 %), Die Mitte 9,05 % (+2,40 %), Grüne 6,84 % (−3,24 %), EVP 2,34 % (−0,35 %), EDU 1,66 % (+0,27 %), Aufrecht Zürich 1,46 %, andere (11) 2,93 %.

## Wirtschaft

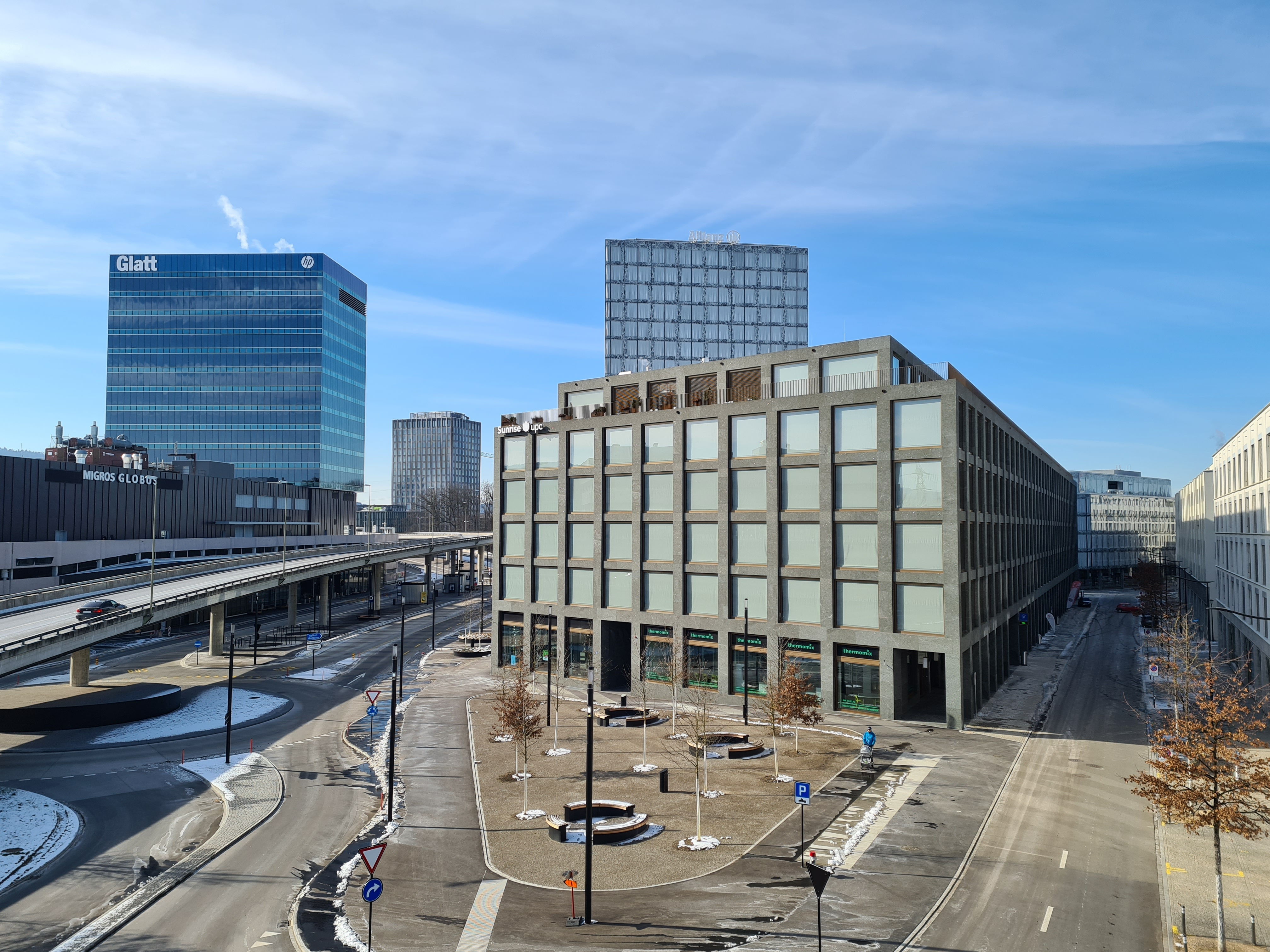
Glattzentrum und Richti-Areal

Heute ist Wallisellen dank dem öffentlichen Verkehr und guten Autobahnanschlüssen ein attraktiver Standort für Unternehmen und Geschäfte. Verschiedene internationale Unternehmen wie Canon, Cisco, Ford Motor Company und NCR haben ihren Schweizer Hauptsitz in Wallisellen. Historisch sind bekannte Unternehmen wie Katadyn, Integra Signum oder Chocolat Halba in Wallisellen entstanden und gewachsen. Der Altbau des Hotels «Linde» am Bahnhof wurde zusammen mit teils wenig alten Neubauten einer kompletten Neugestaltung des Bahnhofs Wallisellen geopfert, welche den SBB-Bahnhof mit der neu erstellten Glattalbahn vereinigt. Im November 2013 zog die Allianz Suisse ihre bisherigen Verwaltungsgeschäftssitze im neuen Hauptsitz auf dem Richti-Areal in Wallisellen zusammen. Ein Unternehmen der Maschinenindustrie mit Sitz in Wallisellen ist Reishauer.

## Landwirtschaft
Seit 2018 gibt es noch drei landwirtschaftliche Betriebe in Wallisellen. Total gab es 2018 20,0 % Landwirtschaftsfläche, welche bewirtschaftet wurde.
| Jahr                           | 1985 | 1990 | 1995 | 2000 | 2005 | 2007 | 2008 | 2009 | 2010 | 2011 | 2012 | 2013 | 2014 | 2015 | 2016 | 2017 | 2018 | 2022 |
| ------------------------------ | ---- | ---- | ---- | ---- | ---- | ---- | ---- | ---- | ---- | ---- | ---- | ---- | ---- | ---- | ---- | ---- | ---- | ---- |
| Anzahl Landwirtschaftsbetriebe | 14   | 14   | 11   | 11   | 7    | 8    | 7    | 7    | 5    | 5    | 5    | 5    | 5    | 5    | 4    | 4    | 3    | 3    |
| Anzahl Kühe                    | 78   | 65   | 44   | 33   | 28   | 28   | 27   | 28   | 28   | 31   | 33   | 29   | 30   | 31   | 33   | 32   | 33   | 35   |
| Anzahl Rindvieh                | 169  | 126  | 72   | 42   | 58   | 66   | 57   | 69   | 67   | 71   | 68   | 62   | 69   | 76   | 76   | 68   | 65   | 72   |
| Anzahl Schweine                | 53   | 68   | 41   | 0    | 0    | 0    | 0    | 0    | 0    | 0    | 0    | 0    | 0    | 0    | 0    | 0    | 0    | 0    |
| Anzahl Schafe                  | 102  | 145  | 184  | 162  | 0    | 25   | 25   | 25   | 0    | 0    | 0    | 0    | 0    | 0    | 0    | 0    | 0    | 0    |

## Verkehr

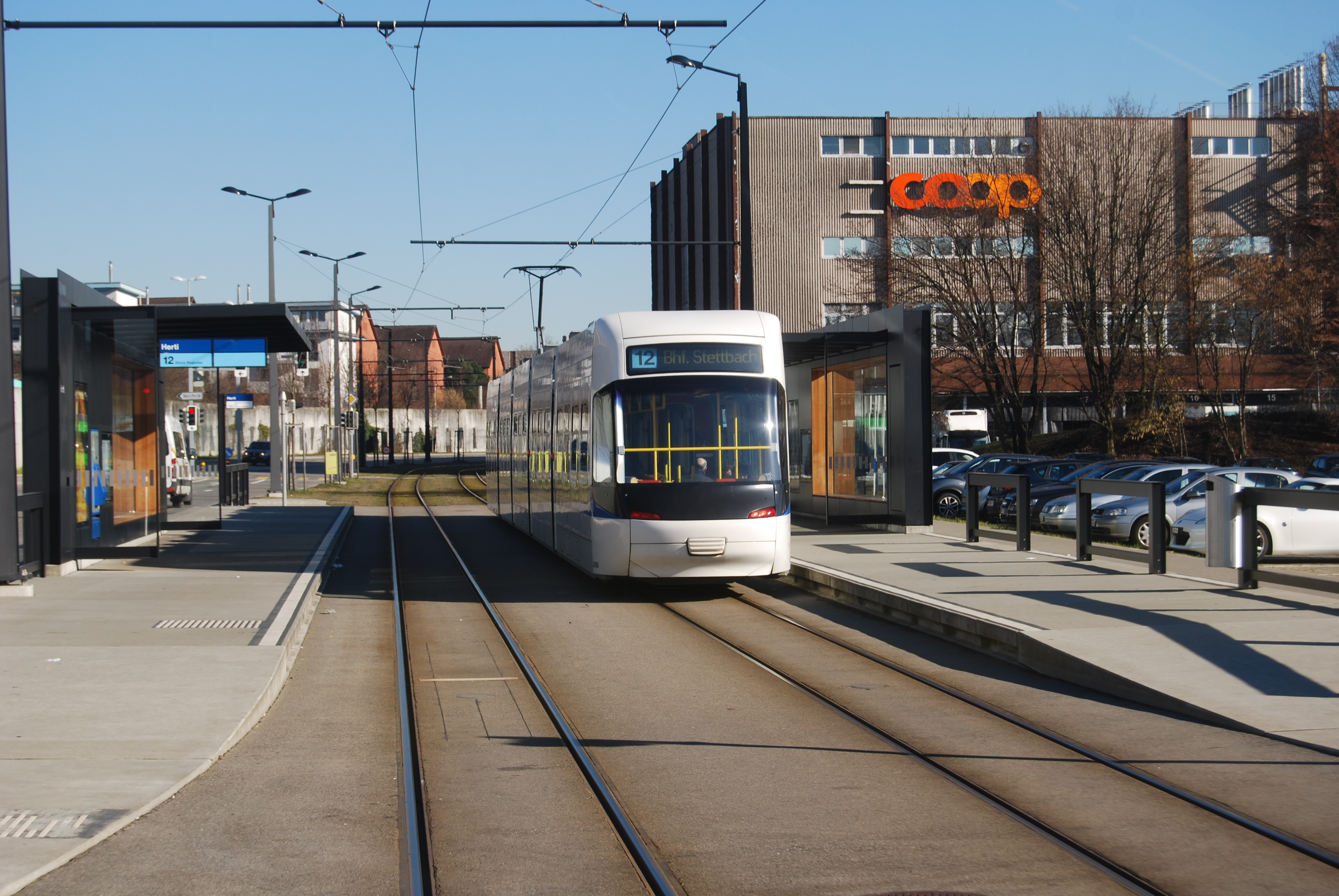
Haltestelle Herti der Glattalbahn in Wallisellen

### Öffentlicher Verkehr

#### S-Bahn Zürich
Der Bahnhof Wallisellen ist von der S-Bahn Zürich mit folgenden Linien angebunden:
- S 8 Winterthur – Wallisellen – Zürich HB – Thalwil – Pfäffikon SZ
- S 14 Affoltern a. A. – Altstetten – Zürich HB – Oerlikon – Wallisellen – Hinwil
- S 19 (Koblenz – Baden –) Dietikon – Zürich HB – Wallisellen – Effretikon (– Pfäffikon ZH)
- SN8 Pfäffikon ZH – Effretikon – Wallisellen – Zürich HB –  Horgen – Pfäffikon SZ – Lachen SZ

#### Fernverkehr
Der Bahnhof Wallisellen wird nicht mehr vom Fernverkehr bedient.

##### Nahverkehr

###### Buslinien
- 759 Flughafen, Kloten – Glattbrugg – Wallisellen – Zentrum Glatt – Dübendorf, Bahnhof – Wangen ZH, Dorfplatz
- 761 Wallisellen, Bahnhof – Opfikon, Schulstrasse – Glattbrugg, Bahnhof
- 771 Wallisellen, Bahnhof – Schäfligraben
- 772 Wallisellen, Sportzentrum – Wallisellen, Bahnhof
- 774 Wallisellen Bahnhof – Schulhaus Bürgli –   Wallisellen Bahnhof
- 787 Oerlikon, Bahnhof –  Zürich, Leutschenbach – Wallisellen, Glatt  –   Dietlikon, Bahnhof   –  Brüttisellen, Ob. Wangenstrasse
- 61  Zürich Oerlikon, Mühlacker –  Zürich, Hallenstadion  –  Wallisellen, Glatt

###### Tramlinie
- 12 Bahnhof Stettbach – Wallisellen – Auzelg – Glattbrugg – Flughafen Zürich – Flughafen, FrachtHaltestelle beim Glattzentrum: Die  "Glattalbahn" gilt als beliebte Tramlinie, die von Zürich zum Flughafen führt. Betreiberin ist die Verkehrsbetriebe Glattal AG (VBG). (Foto: Peter Arnold)

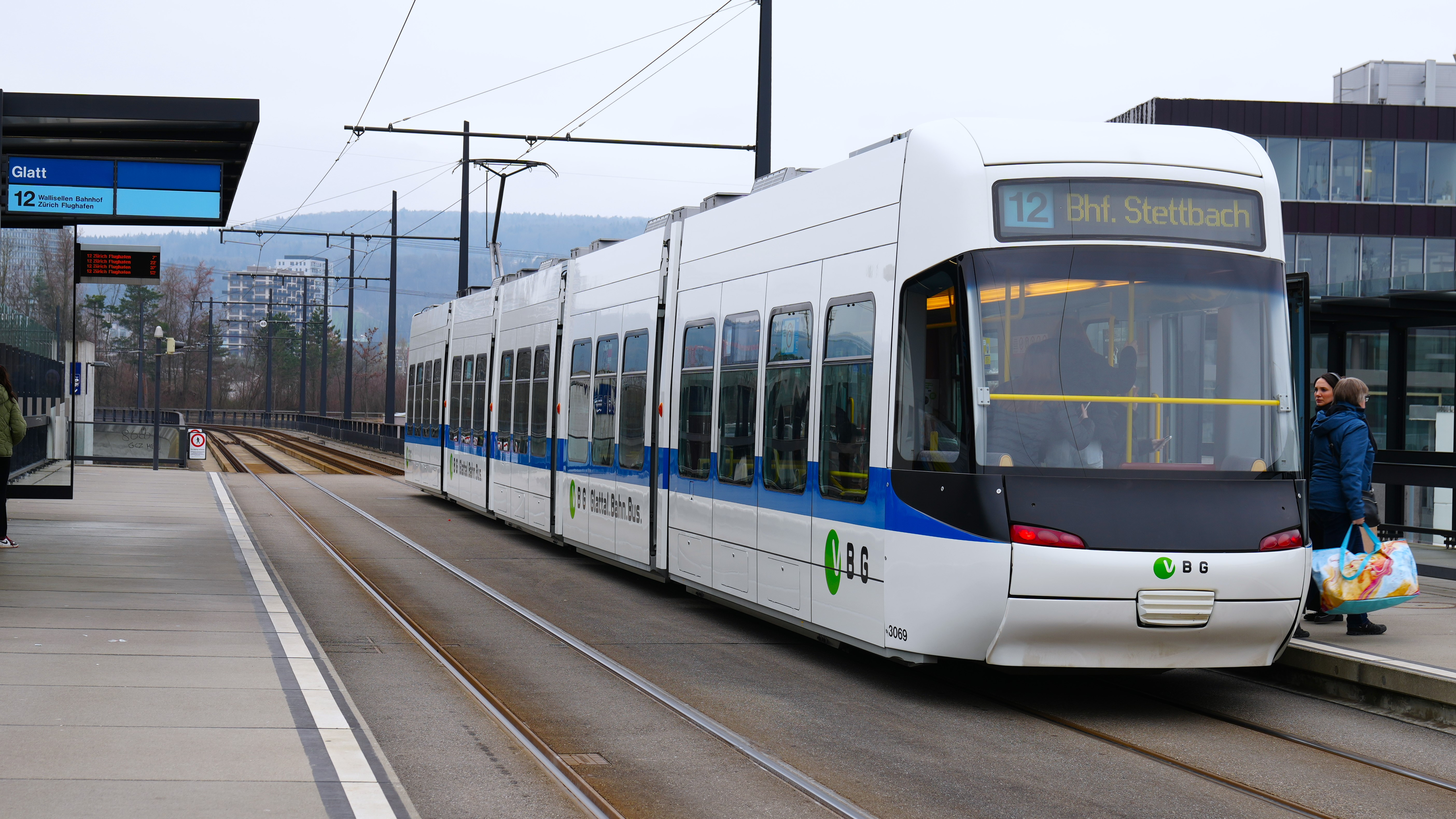
Haltestelle beim Glattzentrum: Die "Glattalbahn" gilt als beliebte Tramlinie, die von Zürich zum Flughafen führt. Betreiberin ist die Verkehrsbetriebe Glattal AG (VBG). (Foto: Peter Arnold)

### Individualverkehr

#### Autobahnanschluss

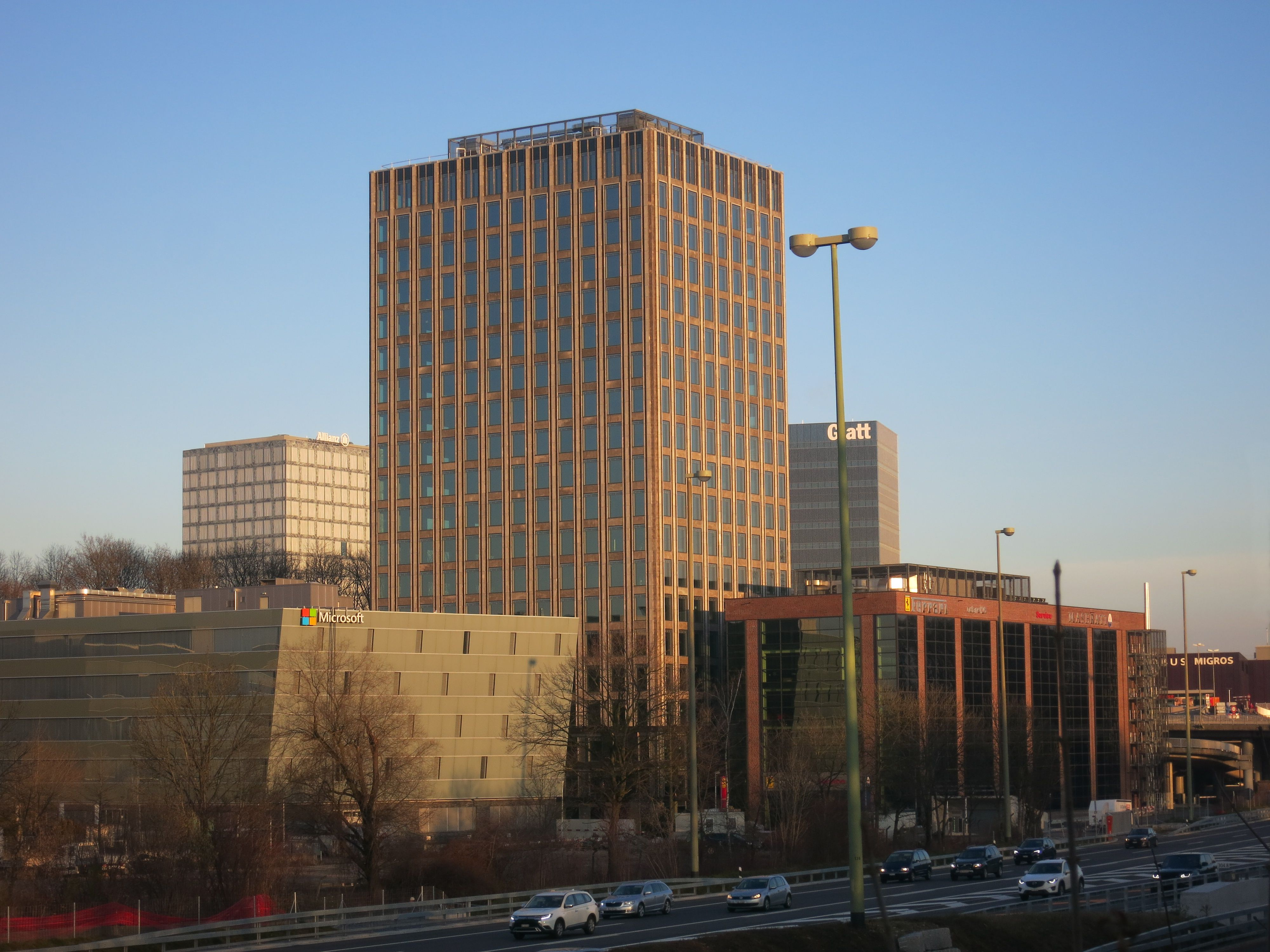
Hochhäuser entlang der A1

Wallisellen ist mit der Autobahn A1 verbunden und liegt zwischen den Autobahnverzweigungen Brüttisellen und Zürich-Ost. Täglich befahren 143'160 Fahrzeuge dieses Autobahnteilstück, womit es sich um den am stärksten befahrenen Strassenabschnitt der Schweiz handelt.
Von der Verzweigung Brüttisellen her kommende Fahrzeuge erreichen Wallisellen direkt mit der Ausfahrt 65, an der zugleich ein direkter Anschluss zum Einkaufszentrum Glatt besteht.
Von der Verzweigung Zürich-Ost erreichen Fahrzeuglenker Wallisellen durch die Ausfahrt 65 über die Gebiete der Städte Dübendorf und Zürich.

#### Hauptstrassennetzanschluss
Wallisellen ist mit der Hauptstrasse 1 verbunden.

#### Fahrradverkehr
Um den Fahrradverkehr zu fördern, wurden 2019 die ersten Publibike-Stationen in Betrieb genommen.

## Sehenswürdigkeiten
- Reformierte Kirche (Heimatstil)[23]

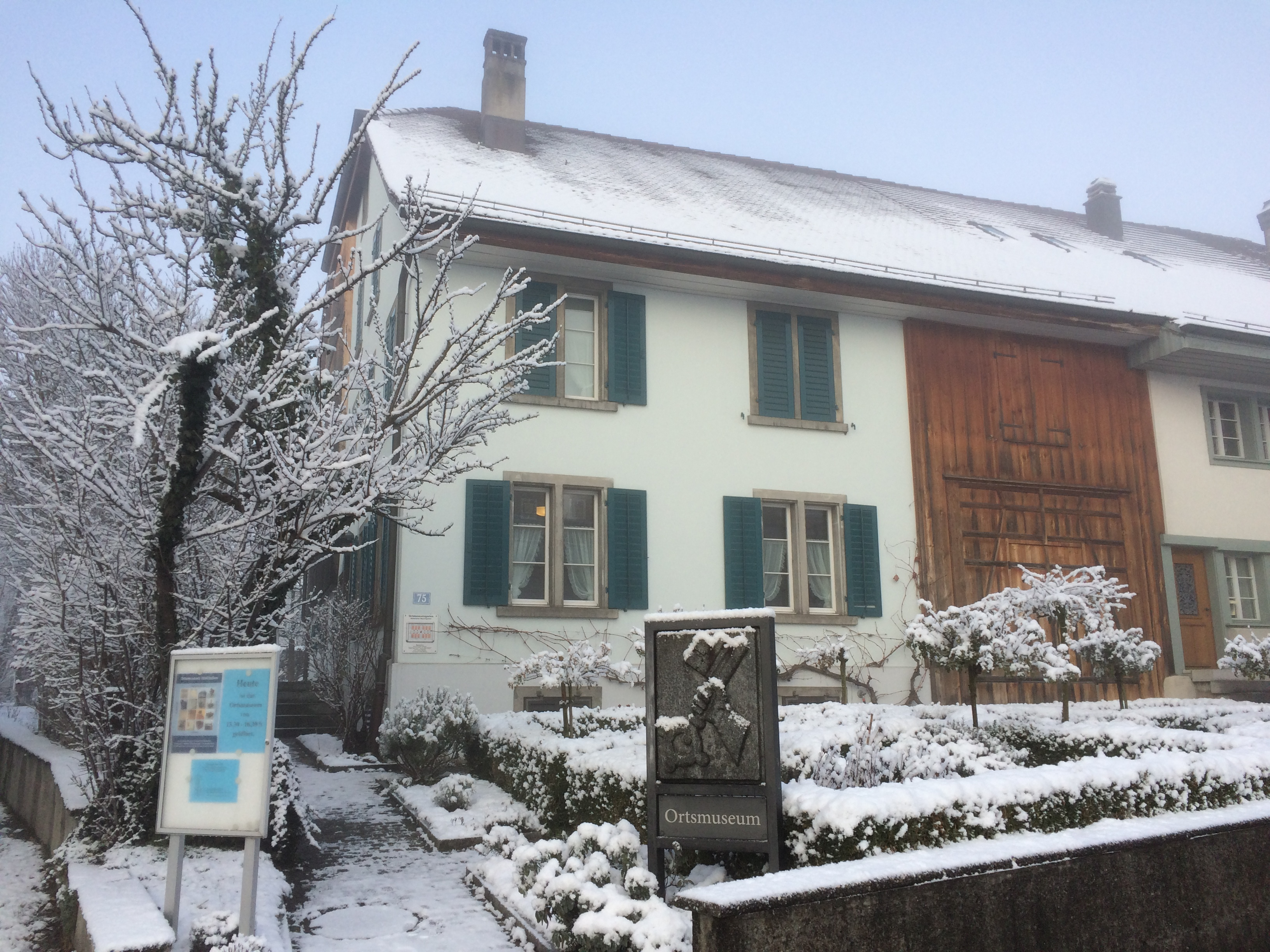
Das Ortsmuseum Wallisellen zeigt Dauer- und Wechselausstellungen zur Ortsgeschichte

- Katholische Kirche St. Antonius (1958) mit Glasfenstern von Ferdinand Gehr
- Doktorhaus[24]
- Einkaufszentrum Glatt (Glattzentrum, 1975)
- Turm von Rieden
- Naturschutzgebiet Moos

## Persönlichkeiten
- Pierangelo Boog (* 1957), Grafiker, Illustrator und Künstler
- Jacqueline Fehr (* 1963 in Wallisellen), Politikerin (SP)
- Ernesto Hebeisen (1919–2007), Bildhauer, Grafiker, Radierer und Holzschnitzer
- Frank Klötzli (1934–2020), Ökologe und Hochschulprofessor
- Ruedi Lais (1953–2021), Politiker (SP)
- Fabienne Liechti (* 1978), Profitänzerin und Choreographin
- Bruna Moehl (* 1931), Schriftstellerin, wohnt in Wallisellen[25]
- Sven Ninnemann (* 1974), Profitänzer in den Bereichen Standard und Latein
- Charles Rathgeb (1897–1988), Stabsoffizier der Schweizer Armee und Ehrenbürger Wallisellens[26]
- Sven Riederer (* 1981), Triathlet und mehrfacher Schweizer Meister
- Heinz Riva (* 1936), international renommierter Modeschöpfer[27]
- Daniel Rohr (* 1960), Schauspieler, Regisseur und Theaterleiter
- Pius Suter (* 1996), Eishockeyspieler
- Anton Trieb (1883–1954), Aquarellmaler, Zeichner, Illustrator und Grafiker
- Kurt Wüthrich (* 1938), Chemiker und Nobelpreisträger[28]

## Sport und Vereine
In Wallisellen befindet sich das Hallen- und Freibad Water World Wallisellen.
Der grösste Sportverein Wallisellens ist der Fussballclub FC Wallisellen, dessen erste Mannschaft in der Saison 2006/07 den Aufstieg in die 2. Liga erreichte, 2022 jedoch wieder in die 3. Liga abstieg.
Andere erfolgreiche Sportvereine sind der Eishockeyclub EHC Wallisellen und «Faustball Wallisellen».
Ebenfalls sehr aktiv ist der Turnverein TV Wallisellen. Dieser organisiert seit 1993 den Walliseller Lauf, sämtliche Einnahmen gehen vollumfänglich zugunsten krebskranker Kinder. In Wallisellen gibt es zwei Pfadfinderabteilungen: Pfadfinderabteilung Gryfensee und Pfadfinderabteilung Winkelried.

## Varia
Wallisellen ist in der Region Zürich wegen eines Abzählreims bekannt: «Aazele, Böle schele, d’Chatz gaht uf Walissele, chunnt si wider häi, hät si chrummi Bäi, piff paff puff, und du bisch (ehr und redlich) duss.»
Schriftdeutsche Übersetzung: «Anzählen, Zwiebeln schälen, die Katze geht nach Wallisellen, kommt sie wieder nach Hause, hat sie krumme Beine, piff paff puff, und du bist (ehr und redlich) raus.»
Neueren Datums ist der Walliseller Limerick: «Da hät doch die Walli vo Walliselle / phèr Schnällzuug is sunigi Waliss wele./ Si landet – o jee – / z Põntarliee. / Umstiige z Bèèrn hetti Walli selle.»
Schriftdeutsche Übersetzung: Da wollte doch die Walli aus Wallisellen mit dem Schnellzug ins sonnige Wallis. Sie strandet – o jee – in Pontarlier. Walli hätte in Bern umsteigen sollen.
Die Mundart-Band Stiller Has veröffentlichte am 14. Oktober 2000 ein Album mit dem Titel «Walliselle»., das sich 13 Wochen lang in den Albumcharts hielt. Das gleichnamige Titelstück thematisiert Wallisellen als eine Art Schmelztiegel der Schweizer Städte und Landschaften, konnte sich aber nicht in der Schweizer Hitparade platzieren.
Dialekt: Heute wird von der einheimischen deutschsprachigen Bevölkerung ein Gemisch schweizerdeutscher Dialekte gesprochen. Ein nivelliertes Zürichdeutsch mit einer Tendenz zur Integration von Elementen der Standardsprache ist allgemein verbreitet. Ureinwohner von Wallisellen erkennt man nur noch an der Aussprache des Ortsnamens mit scharfem «s».
Die Lokomotive der Baureihe Ae 6/6 mit der Nummer 11513 trug das Wappen und den Namen «Wallisellen». Die Lok wurde im Jahr 2015 als eine der letzten ihrer Baureihe verschrottet, das Wappen blieb bei SBB Historic erhalten.

## Partnergemeinde
- Rolle VD
- Unterstützte Patengemeinden: Fanas GR, Portein GR, Scheid GR, Charmoille JU, Aurigeno TI (heute zu Maggia gehörig)